# Louis Émile Piton
Pour les articles homonymes, voir Piton.
Louis Émile Piton, né le 7 janvier 1909 à Jumeaux, mort le 14 février 1945  au camp de concentration de Dachau, est un docteur en médecine et un docteur en sciences naturelles, paléontologue reconnu, coauteur de mémoire avec Nicolas Théobald.

## Biographie
Louis Émile Piton est docteur en médecine et diplômé de la faculté de Toulouse, le 3 avril 1935 , et docteur en sciences naturelles, diplômé de la faculté de Clermont le 19 juin 1940 . Il a exercé son métier de médecin sur la commune de Jouet-sur-l'Aubois. Il mène des recherches paléontologiques sur le site de Menat,.

### Paléontologue
Il publie plusieurs articles de 1937 à 1940,,.
Il est l'auteur de plusieurs taxons dont trois rendent hommage à Nicolas Théobald : en 1935, avec Cicadellites theobaldi et Aeshna theobaldi,, et, en 1940, avec Limonia theobaldi,. 
Les taxons (informatisés) de sa collection personnelle déposée au muséum national d'histoire naturelle s'élève à environ 900 taxons.... 

#### Menatothérium

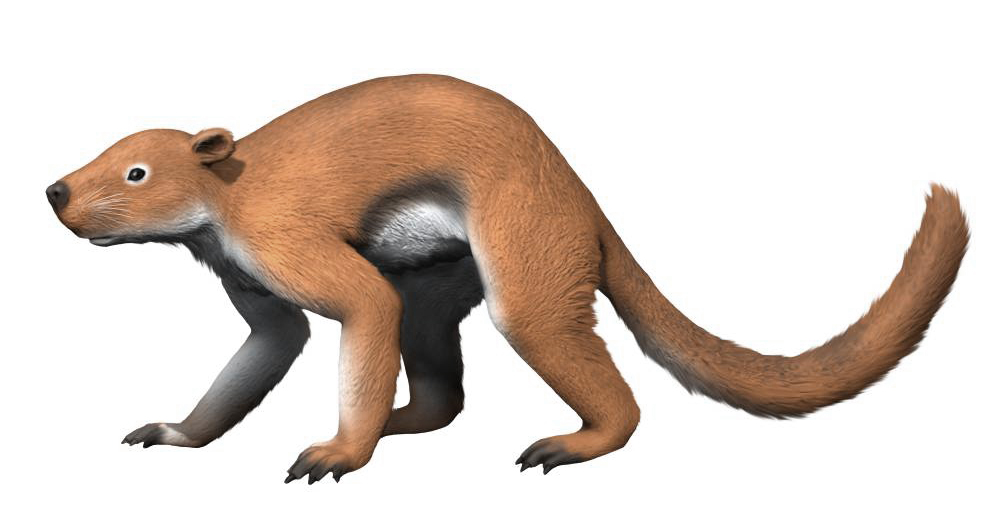
Restauration de Plesiadapis tricuspidens.

« En 1940, il découvre un fossile qu'il pensait être un ancêtre de l'homme, le Menatothérium ». Ce genre taxon est aujourd'hui considéré comme un synonyme de Plesiadapis, mais l'espèce †Plesiadapis insignis Piton 1940 lui est toujours attribuée

### Seconde Guerre mondiale
Il fait partie de la résistance française. « Sur l’ordre de l’odieux Paoli le Docteur Piton et son épouse furent arrêtés le 30 avril 1944 et envoyés à Bourges, où ils furent torturés, puis à Compiègne, puis à Dachau le 18 juin 1944. Il y décéda le 14 février 1945, à l’âge de 36 ans. ».

### Hommages
Il a reçu à titre posthume, la médaille des épidémies, la Légion d'honneur, les remerciements de la Royal Air Force et du gouvernement des États-Unis d'Amérique, pour avoir soigné et aidé au rapatriement des parachutistes alliés.
Nicolas Théobald, avec lequel il a cosigné plusieurs écrits,, lui a rendu hommage par l'intermédiaire de trois taxons : Plegaderus pitoni, Formica pitoni, Cryptocephalus pitoni, soit autant que pour la famille Mieg.
Autres hommages taxonomiques : †Aphrophora pitoni Dmitriev 2020, Donacia pitoni Goecke, 1959, synonyme de Donacia antiqua Piton 1935
Sinon pour les espèces concernées, consulter la liste générée automatiquement.

## Publications

### Articles
- L. Piton, « Insectes fossiles des cinérites et randamites d'Auvergne. », inconnu, Clermont-Ferrand,‎ 1933.
- L. Piton, « Monographie de la perche tertiaire des schistes de Ménat. », Revue scientifique du Bourbonnais et du Centre de la France, N° 3-4,‎ octobre-décembre 1933.
- L. Piton, « Note sur le Stampien de Royat. », Bull. Soc. Hist. Nat. d'Auvergne, Clermont-Ferrand,‎ 1934(22) page 39.
- L. Piton, « Les Poissons fossiles de Chadrat (P. de D). », Revue scientifique du Bourbonnais,‎ 1934(3-4).
- L. Piton, « Etude sur deux poissons fossiles des schistes de Ménat (Puy-de-Dôme). », Revue scientifique du Bourbonnais et Centre de la France, N° 3-4,‎ octobre-décembre 1934.
- L. Piton, « Les Cyprinodontes fossiles du Puy de Corent (P. de D). », Bull. mensuel Société lin. de Lyon,‎ décembre 1934.
- L. Piton, « Les Orthoptères tertiaires d'Auvergne », Miscellanea Entomologica, XXXVII, 8,‎ 1936, p. 77-79.
- L. Piton, « Les Hémiptères Homoptères de l'Eocène de Ménat (Puy-de-Dôme). », Miscellanea Entomologica, XXXVII, 10,‎ 1936, p. 93-94.
- L. Piton, « Note complémentaire sur Menatacridium eocenicum Piton. », Miscellanea Entomologica, Vol. 38, N° 1, Fig. 3,‎ 1937.
- L. Piton, « Paléontologie du Gisement Éocéne de Menat (Puy-de-Dôme). (Flore et Faune). », Mem. Soc. Hist. Nat. d’Auvergne, Clermont-Ferrand, vol. 1,‎ 1940 (BNF 32533074, lire en ligne).

### Articles en commun
- Louis E. Piton et Nicolas Théobald, « Les lignites et schistes bitumineux de Menat (Puy-de-Dôme). II: Les insectes fossiles de Menat », Revue des Sciences Naturelles d'Auvergne, vol. 3(2),‎ 1937
- Louis E. Piton et Nicolas Théobald, « Poissons, crustacés et insectes fossiles de l'Oligocène du Puy-de-Mur (Auvergne). », Mémoires de la Société des Sciences de Nancy,‎ 1939, p. 11-47, 28 fig., 2 pl. (ISSN 0369-2183)